# Jerzy Barański
Jerzy Julian Barański (ur. 22 kwietnia 1884 w Nietulisku Fabrycznym k. Kunowa, zm. 14 lutego 1959 w Kurozwękach k. Staszowa) – polski działacz ruchu ludowego, polityk sanacyjny, poseł na Sejm i senator II RP, wicemarszałek Senatu IV kadencji (1935–1938).

## Życiorys
Po ukończeniu w 1903 gimnazjum w Radomiu studiował prawo na uczelni w Dorpacie (1903–1906) i nauki przyrodnicze na Uniwersytecie Jagiellońskim (1906–1911). 
W 1904 zaciągnął się dobrowolnie do rosyjskiego wojska, odbył kilkumiesięczne przeszkolenie. 
W czasie I wojny światowej ewakuowany w głąb Rosji, mieszkał w Petersburgu, gdzie zaangażował się w działalność społeczną na rzecz tamtejszych Polaków. 
U progu II RP zaangażowany w ruch ludowy, w latach 1919–1925 pozostawał członkiem PSL „Wyzwolenie”, z ramienia którego piastował mandat poselski. Po zamachu majowym przeszedł na stronę sanacji, zapisując się do Sejmowego Klubu Pracy. W tym samym roku został członkiem Partii Pracy. 
W Sejmach I i II kadencji (1922–1930) reprezentował okręg Ciechanów. 
W 1930 ponownie wystartował w wyborach do parlamentu, tym razem jako kandydat na senatora z okręgu Kielce. Członkiem izby wyższej pozostał do 1938, w obu przypadkach wybrany z rekomendacji BBWR. 12 grudnia 1935 wybrany wicemarszałkiem Senatu na miejsce Kazimierza Świtalskiego. 
W czasie okupacji niemieckiej ścigany przez nazistów ukrywał się w Nietulisku Fabrycznym, gdzie podjął pracę nauczyciela w szkole rolniczej. 
Po 1945 pracował jako buchalter, w 1954 zwolniony z powodów politycznych znalazł schronienie u sióstr zakonnych w Kurozwękach. 
W okresie międzywojennym członek masonerii (WLNP) oraz licznych stowarzyszeń społeczno-kulturalnych, w tym Towarzystwa Polsko-Bułgarskiego.

## Ordery i odznaczenia
- Krzyż Komandorski Orderu Odrodzenia Polski (3 października 1935)[3]